# Андриан Душев
Андриан Павлов Душев е български състезател (неколкократен републикански шампион) и треньор по кану-каяк.
Започва да тренира в „ЦСКА“ през 1983 г. и още същата година става републикански шампион. От 1989 е включен в националния отбор.
На европейското и световно първенство през 1989 г. е трети.
Печели второ място на Световната купа през 1993 г., с най-добро време на K1-200 m в ранглистата на ICF.
На Летните олимпийски игри в Атланта (САЩ) през 1996 г. става бронзов медалист на двойка каяк 1000 метра заедно с Милко Казанов.
Номиниран е за един от десетте най-добри спортисти на България през изминалото столетие в дисциплината каяк-мъже.
От 2009 г. е треньор на националния отбор на България, звено „Каяк“.
От брака си с Огняна Душева, също каякарка, има две деца – Кристиян и Олимпия, национални състезатели по каяк.